# 堺市立月州中学校
堺市立月州中学校（さかいしりつ つきす ちゅうがっこう）は、大阪府堺市堺区にある公立中学校。

## 概要
学制改革と同時の1947年、堺市で最初の公立中学校9校のうちの1校として創立した。
校名は堺市街地の沿岸部に形成された「附洲」に由来。「月のように清く気高く」という意味を込めて同じ発音の「月」の字をあて、月州中学校となった。校章は、丸の中に月と星。月は「月州」、星は中学校の「中」を星にデザインしたものを使用。星は校歌の中にも登場する。
学校周辺は大和川の土砂が堆積してできた砂州で、江戸時代には新田開発が盛んに行われていた。

## 沿革
1947年4月に堺市立第一中学校として開校した。錦西・三宝・市の3国民学校（小学校）卒業者を1年生として受け入れ、また西屋敷国民学校（錦西国民学校高等科）から2年生の女子生徒を編入した。
開校当初は堺市立錦西小学校内に仮校舎を設置していたが、翌1948年には堺市立商業高等学校内に仮校舎を移転した。
1950年には現在地に校舎が完成し、移転している。移転の際、大阪刑務所で製造された新品の机といすを、生徒たちが人力で学校まで搬入した。
- 1947年4月21日 - 堺市立第一中学校として開校。
- 1948年4月6日 - 堺市立商業高等学校内に仮校舎を移転。
- 1950年4月1日 - 堺市立月州中学校に改称。
- 1950年4月16日 - 現在地に移転。
- 1964年11月30日 - 理科クラブの研究が内閣総理大臣賞を受賞。
- 1966年8月25日 - PTA活動が文部大臣賞を受賞。

## 通学区域
- 堺市立市小学校・堺市立錦西小学校・堺市立三宝小学校の通学区域。

## 著名な出身者
- 中村大成 - 元プロ野球選手（南海ホークス）、第1期卒業生
- 大口真洋 - プロバスケットボール選手（bjリーグ・浜松・東三河フェニックス所属）、1991年卒業
- コアラ - 元お笑いタレント（元アニマル梯団、旧芸名：ハッピハッピー。）
- オレスカバンドの初期メンバー
- 森山浩行 - 元衆議院議員、第38期卒業生
- 蓮見恭子 - 作家
- 愛斗 - プロ野球選手（埼玉西武ライオンズ）

## 交通
- 南海本線 堺駅 北へ約700m。
- 阪堺電気軌道阪堺線 花田口停留場 西へ約500m。